# 巴尼亞康
巴尼亞康（英語：Banyakang）是西非國家甘比亞西部的城鎮，位於西部區，根據2008年所做的人口調查顯示，居住於巴尼亞康的總人口數量為1,134人。